# سحقان السفلى (النادرة)

تعديل مصدري - تعديل

سحقان السفلى محلة تابعة لقرية سحقان، التابعة لعزلة شريح بمديرية النادرة إحدى مديريات محافظة إب في الجمهورية اليمنية، بلغ تعداد سكانها 121 حسب تعداد اليمن لعام 2004.